# حسن‌آباد میان
حسن‌آباد میان یک روستا در ایران است که در دهستان باقران واقع شده‌است. حسن‌آباد میان ۱۶۴ نفر جمعیت دارد.